# 拉維利塔 (新墨西哥州)
拉維利塔（英語：La Villita）是位於美國新墨西哥州里奧阿里巴縣的普查規定居民點。

## 人口
根據2020年美國人口普查的數據，拉維利塔的面積為3.57平方千米，當中陸地面積為3.52平方千米，而水域面積為0.05平方千米。當地共有人口999人，而人口密度為每平方千米279.83人。